# Avon (Sena e Marne)
Avon é uma comuna francesa localizada na região administrativa da Île-de-France, no departamento Sena e Marne. A comuna possui 13 906 habitantes segundo o censo de 2009.
Os habitantes são chamados de Avonnais.